# Große Diesdorfer Straße 51 (Magdeburg)

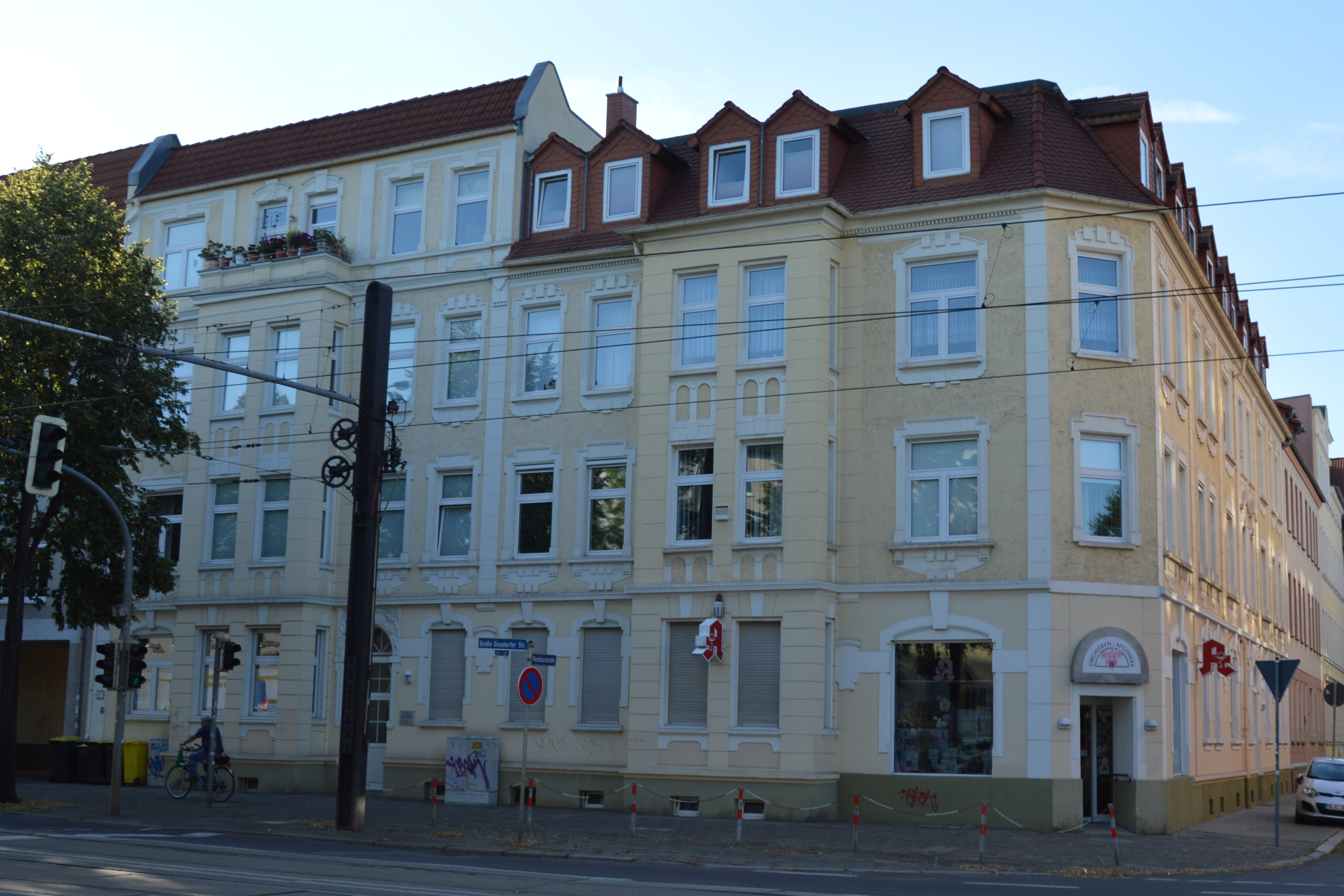
Große Diesdorfer Straße 51

Das Haus Große Diesdorfer Straße 51 ist ein denkmalgeschütztes Gebäude in Magdeburg in Sachsen-Anhalt.

## Lage
Es befindet sich auf der Nordseite der Großen Diesdorfer Straße im Stadtteil Stadtfeld West, in einer das Straßenbild prägenden Ecklage auf der Westseite der Einmündung der Pestalozzistraße.

## Architektur und Geschichte
Das drei- bis viergeschossige Wohn- und Geschäftshaus wurde im Jahr 1906 vom Diesdorfer Bauunternehmer Alb. Fischer errichtet. Die Fassade des verputzten Baus ist mit eklektizistischem Stuck verziert. Nach Süden zur Großen Diesdorfer Straße befinden sich zwei Kastenerker. Auf der Ostseite zur Pestalozzistraße präsentiert sich die Fassade in besser erhaltenem Zustand. Hier finden sich im ersten Obergeschoss zwei Rollwerkkartuschen. Die Eingänge des Hauses sind zu beiden Seiten angeordnet und jeweils mit Muscheldekor verziert.
Das spätgründerzeitliche Gebäude gilt aufgrund seiner markanten Lage als städtebaulich bedeutend.
Im örtlichen Denkmalverzeichnis ist das Wohn- und Geschäftshaus unter der Erfassungsnummer 094 76949 als Baudenkmal verzeichnet.